# Flow Sports
Flow Sports  es una cadena de televisión por suscripción exclusivo para el Caribe.
Su programación y contenido es de tipo deportivo. La sede del canal se encuentra en la ciudad de Puerto España, Trinidad y Tobago.
Flow Sports cuenta con tres canales: Flow Sports 1, Flow Sports 2 y Flow Sports Premier, todos disponibles en HD.
Su principal rival en audiencia deportiva en el Caribe es ESPN Caribe.

## Historia
La nueva señal deportiva, nace cuando C&W obtiene los derechos de la Premier League, es así como se lanza la señal deportiva de TV paga para los 32 mercados del Caribe en los que está presente.
La programación de Flow Sports también incluirá las Juegos Olímpicos de Río 2016 y la NFL.
Desde su base en Trinidad, Flow Sports transmitirá en toda la región íntegramente en alta definición (HD), con opción a 4K, ofreciendo deportes 24/7 en todos los paquetes básicos que ofrece la operadora, incluyendo la aplicación móvil Flow ToGo para TV Everywhere.

## Eventos
- UEFA Champions League
- UEFA Europa League
- UEFA Conference League
- UEFA Super Cup
- Liga Juvenil de la UEFA
- Clasificación de UEFA para la Copa Mundial de Fútbol
- Clasificación para la Eurocopa
- La Liga
- Bundesliga (Alemania)
- 2. Bundesliga
- FA Cup
- Community Shield
- Coupe de France
- Copa América
- Clasificación de CONMEBOL para la Copa Mundial de Fútbol
- Clasificación de CONCACAF para la Copa Mundial de Fútbol
- Liga de Naciones de la Concacaf
- Jamaican Premier League
- CFU Club Shield
- Indian Premier League
- Caribbean Premier League
- International League T20
- Super Smash
- Big Bash League
- The Hundred
- T20 Blast
- European Cricket League
- ICC Test Cricket
- WTA 500
- NFL
- Fútbol americano universitario
- Baloncesto universitario
- Liga de Diamante
- World Athletics
- Formula 1
- Copa Davis
- ONE Championship

## Área de transmisión
Flow Sports llega a Trinidad y Tobago, Antigua, Barbados, Bahamas, Islas Caimán, Curazao, Granada, Jamaica, San Vicente, Santa Lucía, entre otros.

## Competidores
- ESPN Caribe